# إدوارد دي بارتيلمي
إدوارد دي بارتيلمي هو مؤرخ وسياسي فرنسي، ولد في 21 نوفمبر 1830 في أنجيه في فرنسا، وتوفي في 30 مايو 1888 في باريس في فرنسا. انتخب رئيس بلدية ‏.